# Berthiérite
Ne doit pas être confondu avec Berthiérine.
La berthiérite est une espèce minérale, de la famille des sulfosels, contenant du fer et de l'antimoine, , de formule FeSb2S4. De couleur gris acier, il a un éclat métallique qui peut être recouvert par une ternissure irisée.  À cause de son apparence, il est souvent confondu avec la stibnite. 
Il a été découvert en France en 1827 et nommé d'après le chimiste français, Pierre Berthier (1782–1861).